# Havoc (film)
Havoc är en amerikansk-brittisk kriminaldramafilm som hade premiär på Netflix den 25 april 2025. Filmen är regisserad av Gareth Evans efter ett eget manus.

## Handling
När en drogaffär går fel och en skadad detektiv skadas måste han kämpa sig igenom en kriminell undre värld för att rädda en politikers okände son.

## Rollista (i urval)
- Tom Hardy – Walker
- Forest Whitaker
- Timothy Olyphant
- Justin Cornwell
- Jessie Mei Li – Ellie
- Yeo Yann Yann
- Xelia Mendes-Jones – Johnny
- Serhat Metin – Cortez
- Luis Guzmán
- Michelle Waterson